# Друзья-животные
«Друзья-животные» (англ. Animal Friends) — будущий американский комедийный боевик режиссёра Питера Атенсио по сценарию Кевина Берроуза и Мэтта Мидера. Фильм будет сочетать съёмки живых актёров с рисованной анимацией. Главные роли в фильме исполнили Райан Рейнольдс, Джейсон Момоа, Винс Вон, Обри Плаза и Лил Рел Хоуэри.
Премьера фильма в США запланирован на 15 августа 2025 года.

## Сюжет
Подробности сюжета фильма держатся в секрете. Создателями фильма он описывается как дорожное приключение.

## В ролях
- Райан Рейнольдс
- Джейсон Момоа
- Винс Вон
- Обри Плаза
- Эддисон Рэй
- Дэн Леви
- Лил Рел Хоуэри
- Элли Бамбер

## Производство
О начале работы над фильмом стало известно в апреле 2023 года, главные роли в фильме получили Райан Рейнольдс, Джейсон Момоа, Винс Вон и Обри Плаза, а режиссёром стал Питер Атенсио. Эддисон Рэй присоединилась к актёрскому составу в следующем месяце. Дэн Леви присоединился к актёрскому составу в феврале 2024 года. Лил Рел Хоуэри и Элли Бамбер присоединились к актёрскому составу в последующие месяцы.
Компания DNEG объявила о начале производства фильма в июне 2023 года.
Премьера фильма в США запланирована на 1 мая 2026 года